# Șercaia
Șercaia – wieś w Rumunii, w okręgu Braszów, w gminie Șercaia. W 2011 roku liczyła 1773 mieszkańców.